# Великолюбенская поселковая община
Великолюбенская поселковая общи́на (укр. Великолюбінська селищна громада) — территориальная община во Львовском районе Львовской области Украины.
Административный центр — посёлок Великий Любень.
Население составляет 9 545 человек. Площадь — 135,2 км².

## Населённые пункты
В состав общины входит 1 посёлок (Великий Любень) и 15 сёл:
- Бирче
- Завидовичи
- Залужаны
- Зашковичи
- Коропуж
- Косовец
- Малый Любень
- Малёванка
- Пески
- Поречье
- Поречье-Грунтовое
- Поречье Задворное
- Романовка
- Хишевичи
- Чуловичи